# UCI-Mountainbike-Weltcup 2015
Beim UCI-Mountainbike-Weltcup 2015 wurden durch die Union Cycliste Internationale Weltcup-Sieger in den Disziplinen Cross Country (olympisch) und Downhill ermittelt.
Im Cross Country (olympisch) XCO wurden sechs Wettbewerbe ausgetragen, im Downhill DHI sieben Rennen.

## Cross-Country

### Frauen Elite
| Rnd | Datum      | Ort                  | Erste                  | Zweite                 | Dritte                 |
| --- | ---------- | -------------------- | ---------------------- | ---------------------- | ---------------------- |
| 1   | 24. Mai    | Nové Město na Moravě | Jolanda Neff           | Gunn-Rita Dahle Flesjå | Pauline Ferrand-Prévot |
| 2   | 31. Mai    | Albstadt             | Jolanda Neff           | Gunn-Rita Dahle Flesjå | Catharine Pendrel      |
| 3   | 5. Juli    | Lenzerheide          | Gunn-Rita Dahle Flesjå | Lea Davison            | Catharine Pendrel      |
| 4   | 2. August  | Mont Sainte-Anne     | Jolanda Neff           | Catharine Pendrel      | Pauline Ferrand-Prévot |
| 5   | 9. August  | Windham              | Pauline Ferrand-Prévot | Jolanda Neff           | Annika Langvad         |
| 6   | 23. August | Val di Sole          | Annika Langvad         | Jolanda Neff           | Irina Kalentieva       |

Gesamtwertung
| Platz | Name                   | Punkte |
| ----- | ---------------------- | ------ |
| 1.    | Jolanda Neff           | 1300   |
| 2.    | Gunn-Rita Dahle Flesjå | 910    |
| 3.    | Lea Davison            | 820    |
| 4.    | Catharine Pendrel      | 816    |
| 5.    | Irina Kalentieva       | 730    |
| 6.    | Annika Langvad         | 728    |

### Männer Elite
| Rnd | Datum      | Ort                  | Erster           | Zweiter        | Dritter          |
| --- | ---------- | -------------------- | ---------------- | -------------- | ---------------- |
| 1   | 24. Mai    | Nové Město na Moravě | Jaroslav Kulhavý | Nino Schurter  | Julien Absalon   |
| 2   | 31. Mai    | Albstadt             | Julien Absalon   | Nino Schurter  | Jaroslav Kulhavý |
| 3   | 5. Juli    | Lenzerheide          | Jaroslav Kulhavý | Nino Schurter  | Ondřej Cink      |
| 4   | 2. August  | Mont Sainte-Anne     | Nino Schurter    | Julien Absalon | Florian Vogel    |
| 5   | 9. August  | Windham              | Nino Schurter    | Julien Absalon | Manuel Fumic     |
| 6   | 23. August | Val di Sole          | Nino Schurter    | Julien Absalon | Florian Vogel    |

Gesamtwertung
| Platz | Name              | Punkte |
| ----- | ----------------- | ------ |
| 1.    | Nino Schurter     | 1350   |
| 2.    | Julien Absalon    | 1110   |
| 3.    | Jaroslav Kulhavý  | 932    |
| 4.    | Florian Vogel     | 784    |
| 5.    | Mathias Flückiger | 724    |
| 6.    | Manuel Fumic      | 695    |

### Frauen U23
| Rnd | Datum      | Ort                  | Erste          | Zweite            | Dritte            |
| --- | ---------- | -------------------- | -------------- | ----------------- | ----------------- |
| 1   | 24. Mai    | Nové Město na Moravě | Jenny Rissveds | Margot Moschetti  | Kate Courtney     |
| 2   | 31. Mai    | Albstadt             | Jenny Rissveds | Alessandra Keller | Kate Courtney     |
| 3   | 5. Juli    | Lenzerheide          | Jenny Rissveds | Ramona Forchini   | Lisa Rabensteiner |
| 4   | 2. August  | Mont Sainte-Anne     | Jenny Rissveds | Alessandra Keller | Alice Barnes      |
| 5   | 9. August  | Windham              | Jenny Rissveds | Margot Moschetti  | Lisa Rabensteiner |
| 6   | 23. August | Val di Sole          | Jenny Rissveds | Alessandra Keller | Lisa Rabensteiner |

Gesamtwertung
| Platz | Name              | Punkte |
| ----- | ----------------- | ------ |
| 1.    | Jenny Rissveds    | 540    |
| 2.    | Alessandra Keller | 350    |
| 3.    | Lisa Rabensteiner | 273    |
| 4.    | Kate Courtney     | 265    |
| 5.    | Margot Moschetti  | 237    |

### Männer U23
| Rnd | Datum      | Ort                  | Erster                | Zweiter               | Dritter               |
| --- | ---------- | -------------------- | --------------------- | --------------------- | --------------------- |
| 1   | 24. Mai    | Nové Město na Moravě | Lars Forster          | Pablo Rodríguez Guede | Andri Frischknecht    |
| 2   | 31. Mai    | Albstadt             | Pablo Rodríguez Guede | Romain Seigle         | Lars Forster          |
| 3   | 5. Juli    | Lenzerheide          | Lars Forster          | Titouan Carod         | Howard Grotts         |
| 4   | 2. August  | Mont Sainte-Anne     | Titouan Carod         | Howard Grotts         | Victor Koretzky       |
| 5   | 9. August  | Windham              | Victor Koretzky       | Titouan Carod         | Pablo Rodríguez Guede |
| 6   | 23. August | Val di Sole          | Grant Ferguson        | Titouan Carod         | Howard Grotts         |

Gesamtwertung
| Platz | Name                  | Punkte |
| ----- | --------------------- | ------ |
| 1.    | Titouan Carod         | 362    |
| 2.    | Pablo Rodríguez Guede | 332    |
| 3.    | Howard Grotts         | 295    |
| 4.    | Lars Forster          | 288    |
| 5.    | Victor Koretzky       | 252    |

## Downhill

### Frauen Elite
| Rnd | Datum      | Ort              | Erste           | Zweite          | Dritte          |
| --- | ---------- | ---------------- | --------------- | --------------- | --------------- |
| 1   | 12. April  | Lourdes          | Emmeline Ragot  | Rachel Atherton | Myriam Nicole   |
| 2   | 7. Juni    | Fort William     | Rachel Atherton | Tahnée Seagrave | Emmeline Ragot  |
| 3   | 14. Juni   | Leogang          | Rachel Atherton | Tahnée Seagrave | Emmeline Ragot  |
| 4   | 4. Juli    | Lenzerheide      | Rachel Atherton | Manon Carpenter | Tracey Hannah   |
| 5   | 1. August  | Mont Sainte-Anne | Rachel Atherton | Manon Carpenter | Myriam Nicole   |
| 6   | 8. August  | Windham          | Rachel Atherton | Manon Carpenter | Tahnée Seagrave |
| 7   | 22. August | Val di Sole      | Rachel Atherton | Myriam Nicole   | Manon Carpenter |

Gesamtwertung
| Platz | Name            | Punkte |
| ----- | --------------- | ------ |
| 1.    | Rachel Atherton | 1660   |
| 2.    | Manon Carpenter | 1079   |
| 3.    | Tahnée Seagrave | 986    |
| 4.    | Tracey Hannah   | 907    |
| 5.    | Emmeline Ragot  | 785    |
| 6.    | Myriam Nicole   | 670    |

### Männer Elite
| Rnd | Datum      | Ort              | Erster         | Zweiter       | Dritter           |
| --- | ---------- | ---------------- | -------------- | ------------- | ----------------- |
| 1   | 12. April  | Lourdes          | Aaron Gwin     | Loïc Bruni    | Michael Jones     |
| 2   | 7. Juni    | Fort William     | Greg Minnaar   | Aaron Gwin    | Marcelo Gutierrez |
| 3   | 14. Juni   | Leogang          | Aaron Gwin     | Connor Fearon | Rémi Thirion      |
| 4   | 4. Juli    | Lenzerheide      | Greg Minnaar   | Loïc Bruni    | Dean Lucas        |
| 5   | 1. August  | Mont Sainte-Anne | Josh Bryceland | Loïc Bruni    | Troy Brosnan      |
| 6   | 8. August  | Windham          | Aaron Gwin     | Greg Minnaar  | Loris Vergier     |
| 7   | 22. August | Val di Sole      | Aaron Gwin     | Loïc Bruni    | Troy Brosnan      |

Gesamtwertung
| Platz | Name           | Punkte |
| ----- | -------------- | ------ |
| 1.    | Aaron Gwin     | 1329   |
| 2.    | Loïc Bruni     | 1059   |
| 3.    | Troy Brosnan   | 1013   |
| 4.    | Greg Minnaar   | 1006   |
| 5.    | Josh Bryceland | 836    |
| 6.    | Gee Atherton   | 760    |

### Junioren
| Rnd | Datum      | Ort              | Erster           | Zweiter           | Dritter           |
| --- | ---------- | ---------------- | ---------------- | ----------------- | ----------------- |
| 1   | 12. April  | Lourdes          | Andrew Crimmins  | Laurie Greenland  | Jackson Frew      |
| 2   | 7. Juni    | Fort William     | Laurie Greenland | Andrew Crimmins   | Martin Maes       |
| 3   | 14. Juni   | Leogang          | Andrew Crimmins  | Jacob Dickson     | Laurie Greenland  |
| 4   | 4. Juli    | Lenzerheide      | Laurie Greenland | Andrew Crimmins   | Alex Marin Trillo |
| 5   | 1. August  | Mont Sainte-Anne | Laurie Greenland | Alex Marin Trillo | Andrew Crimmins   |
| 6   | 8. August  | Windham          | Laurie Greenland | Jacob Dickson     | Neil Stewart      |
| 7   | 22. August | Val di Sole      | Loris Revelli    | Jacob Dickson     | Laurie Greenland  |

Gesamtwertung
| Platz | Name              | Punkte |
| ----- | ----------------- | ------ |
| 1.    | Laurie Greenland  | 320    |
| 2.    | Andrew Crimmins   | 245    |
| 3.    | Jacob Dickson     | 168    |
| 4.    | Alex Marin Trillo | 144    |
| 5.    | Loris Revelli     | 141    |